# Przednia Kopka
Przednia Kopka (1113 m n.p.m.) – wzniesienie reglowe pomiędzy Doliną Kościeliską a Doliną Lejową w Tatrach Zachodnich. Należy do grupy trzech Kościeliskich Kopek – pozostałe to Zadnia Kopka (1333 m) i Pośrednia Kopka (1305 m). Przednia Kopka jest najniższa z nich (1113 m n.p.m.) i najdalej wysunięta na północ. Od Zadniej Kopki oddzielona jest na południowej stronie Wściekłym Żlebem. Jej północne stoki opadają do Kiry Leśnickiej i polany Biały Potok, zachodnie do żlebu Jaroniec oddzielającego ją od Pośredniej Kopki, a wschodnie do polany Wyżnia Kira Miętusia. Kościeliski Potok wyżłobił w nich stromą ścianę, tzw. Niżnią Kościeliską Bramę. Jest to pierwsze od dołu zwężenie w Dolinie Kościeliskiej. Przednia Kopka jest cała porośnięta lasemi należy do Wspólnoty Leśnej Uprawionych Ośmiu Wsi. Prowadzona jest w niej normalna gospodarka leśna.